# Alfredo Miserere
Alfredo Miserere – argentyński lekkoatleta, trójskoczek. Srebrny medalista lekkoatletycznych mistrzostw Ameryki Południowej w trójskoku z 1924 roku.
Zawodnik zdobył srebrny medal w trójskoku na lekkoatletycznych mistrzostwach Ameryki Południowej w 1924 roku. Przegrał z rodakiem, Luisem Brunetto, osiągając wynik 13,715 m.